# مقاطعة شوكتو (ألاباما)
مقاطعة شوكتو (بالإنجليزية: Choctaw County, Alabama)‏ هي إحدى مقاطعات ولاية ألاباما في الولايات المتحدة. تأسست سنة 1847، بلغ عدد سكانها 13859 نسمة في عام 2010 حسب إحصاء مكتب تعداد الولايات المتحدة وتصل الكثافة السكانية فيها 6 نسمة/كم2.